# ジョン・ノーレン
ジョン・ノーレン（英語：John Nolen、1869年 - 1937年）は、アメリカ合衆国のランドスケープアーキテクト。都市計画家。アメリカ合衆国における都市計画の専門家、都市開発計画者の先駆者、草分け的存在である。

## 人物経歴
ペンシルベニア州フィラデルフィア生まれ。父親は大工だったが2歳のときに死別。母子家庭で育つ。教育は公立学校を経て孤児少年のために子ども援助協会に設立されたジラード・スクールに通い、1884年に卒業。食料品店の店員やジラード・エステート土地信託会社で事務職として働き、大学入学資金をためて1891年、ペンシルベニア大学金融と経済のウォートン・スクールに入学、卒業しPh.B.を獲得。1893年から10年間、大学生涯教育協会で理事として勤務する。1896年に妻バーバラと出会って結婚。
1903年に家を売却し、その資金で、ハーバード大学に新しく設立されたランドスケープ教育課程に入学。フレデリック・ロー・オルムステッド・ジュニア、アーサー・シュルトレフ 、B.M.ワトソンといった有名な教育人の下で教育を受ける。優秀のため3年課程のコースから2年課程に編入され、1905年に修了しAMを取得した。
卒業後早速マサチューセッツ州ケンブリッジに、仲間と都市計画だけでなく、ランドスケープ・アーキテクチャースタジオとしてオフィスを設立。初期プロジェクトは主に都市美計画のコンサルテーションで、1907年のバージニア州ロアノークや1908年のカリフォルニア州サンディエゴなどから受託し、このときのノーレンの革新的で威信をかけた仕事ぶりで都市プランナーがしっかりと職として確立された。
ノーレンはこの後、テネシー州キングスポート、ウィスコンシン州・マディソン、ニュージャージー州・モントクレア、ペンシルベニア州・レディング、コネチカット州・ニューロンドン、ジョージア州・サバンナ、ニューヨーク州・スケネクタディといった各地自治体への公式のランドスケープアーキテクトとして従事している。一方でヴァージニア州ロアノーク（市民団体からの依頼、1907年）やサンディエゴ（市民団体からの依頼、1908年）、ニュージャージー州グレン・リリジ（LGからの依頼、1909年）やノースカロライナ州シャーロット（地方政府からの依頼、1907年）、ニュージャージー州モントクレア（地方政府からの依頼、1909年）で都市のプランニングなども手がけている。
1908年にジョン・オリンらのマディソン・パークとプレジャードライブ協会は、マディソン街の公園のレイアウトに関するアドバイスをノーレンに依頼した。ノーレンは、ウィスコンシン大学の街マディソン計画開発及び州立公園システムに寄与することになる。自然の美しさの保全と都市生活の包括的なアプローチがブレンドされ、社会経済的、物理的な側面を強く感じとる。美しい環境の中、オープンエアのシンプルなレクリエーション、物理的および道徳的な健康に幸せな生活に貢献といったマディソン市の計画は、ノーレンの都市景観運動の傑出した例と見なされている。ノーレンは後にウースター・カレッジ計画で、マディソン計画をインスピレーションとして引用している。
オリンらはノーレンを雇うためのお金がなく、オリンと一緒にそれぞれの美化のための勧告をさせる契約を考案した。ここでのノーレンの最も重要な貢献は、実際には州立公園システムのための計画である。ウィスコンシン州北部と南西部の鉱物資源の枯渇、増加都市開発の急速な森林破壊を目のあたりにしたノーレンは、公園の場所を見つけるその理由を提供するべく雇われたわけであるが、4つの州立公園と州立公園システムの確立のために提供されたガイドラインの作成を勧めた。
ノーレンの遺産は、マディソンにある。ノーレンショアと、名にちなんで名付けられた高さ44メートルの高層ビルは2006年に完成した。また、マディソンの主要な大通りのひとつ、ジョン・ノーレンドライブは、彼にちなんで命名されている。 
またノーレンはこの他、多くの専門機関で活躍するプランナーが集うアメリカ計画協会で、アメリカの市民団体、造園家のアメリカ協会、アメリカの社会当局、国際ガーデン都市と都市計画連盟、現在の都市アメリカ会が参加したアメリカ都市計画研究会の全国大会でイギリスのタウン計画研究他、都市と都市計画上に関する講演を頻繁に行う。1927年には、都市計画研究会から改組した都市計画に関する全国会議の会長に選出されている。
1919年、ノーレンは2冊の本を編集。この中で記事を数十ほど執筆。
1920年にはフリント (ミシガン州)の都市設計を手がける。街路骨格の放射型と垂線型の緑地との組み合わせによって、垂直線を局部的区割りの基調として用いた例で、これらをたくみに調和させた近代的な設計となっている。
これらの成功の後、シンシナティ郊外、オハイオ州・マリーモント（Mariemont, Ohio）で鉄道に沿って5千人街を計画。それからノーレンは、最後のフロンティアと呼ばれる場所を計画するためにフロリダに移る。1922年2月に、フロリダの最初の包括的な計画を設計するためにセントピーターズバーグ市と契約。市からは慈悲深い自然に恵まれたサイトを南フランスと同じ特性を求められる。契約書に署名した後、これは我々が今までに実行する機会を与えられているよりも、むしろを行うための機会であると思われる、と書いた。
1923年3月に、ノーレンはこのリゾートの街を鼓吹するための野心的な他の場所のそれとは違った、形と風致計画を完了。公園の緑地帯で市内に「自然な境界」を設定し、観光客のためのツアーを作成し、パイネ半島を包囲。また、交通の接続を改善し、シビックセンターを設立する計画を発表。混合されて使用する近隣センターは街の大通りに沿って商業利用や交通問題の見苦しい広がりを防ぐためにクラスタ化された。
ノーレンの計画は公園道路といった米国のシステム都市と公園と、ローカル近隣センターに歩行者のアクセスを提供するストアグループ、教会、公共の建物を、民間開発の適切なコントロールでとめる。その開発は、公共施設の効率的な支出を続けてではなく、投機的な欲望を概説保証するために、土地利用コントロールのシリーズを提案した。ノーレンはこうした規制はないほうがよいと考えてはいたが、市の将来について、素晴らしいフロリダの土地投機ブームの真っ只中に、迅速に利益を上げるための欲求は、街の建物のいずれかの高尚な概念を上回るとみていた。
ところで、1反の計画エディタは農業のセクションからの移民と人口の17パーセントをしめる黒人労働者の移転提唱箇所では、イングランド的な感情を少しみえたが、色付きのセクションのごみごみした条件を改善するために公的資金を投資するという考えからか、住民投票では、ノーレンへの計画構想は投票のわずか13パーセントであった。
ノーレンは、この経験は落胆よりも楽観的で、この後、サラソータ・クリアウォーター、ウェストパームビーチのための都市計画、クレウィストンとベレアの新しい町の計画、大学公園（ゲインズビル）のサンノゼ・エステート（ジャクソンビル）の近傍計画を含むフロリダ州の54のプロジェクトに取り組む。
1925年には、最終的には ヴェニスというフロリダ州の地域計画の中で最も先進的で最も実用的なアイデアを適用しうる地を発見し、機関車エンジニアのブラザーフッド（BLE）で土地ブームに活用しようとして労働組合のためにヴェニス計画を発表。BLEはしかしまた、長期的に投資され、BLE当局は、農業と軽工業のための地域センター、想定される「普通の人」は金持ちがこれまでにフロリダから抜け出すことができたことすべてを取得する機会を持つことが行われている。
ヴェニスでは、緑地は、重要な自然の特色を保護し、公園道路は繁華街に奥地から延長した。ヴェニス湾は北の端をマークし、メキシコ湾、西に横たわっている間緑地帯は、東と南に町を囲まれた。ノーレンは、町の湾の正面の場所に特別な注意を払った。リニア公園にはシビックセンターにビーチを接続しヴェニスパークウェイの末端に横たわっているの円形競技場や海辺の公園で、水辺に沿って走った。公園や公共の建物のシビックセンターのグループ化は、湾のビューを提供し、商業中心地の西の端をマークした。この点から東に、ヴェニス・パークウェイは、シビックセンターとリアルト・アベニューの間に3つのブロックの商業コアの中心を走ったヴェニス通りに縮小した。シビックセンターは町の中心を定義していないだけではなく、商業中心地ヴェニスの最も崇高な自然特徴点の中間に立っていた。
市民の美徳と自然 - ヴェニスでは、ノーレンは実質的に2つ超越的な理想の間にデザインのバランスを物理的形態に囲まれながら、市役所から人は自然のパレットを表示することができる「市民精神」をあらわし、熟考のための理想的なサイトでは、自然のビジョンは手で常にだったが潮の干満や季節にシフトし、同じままではなく、2つの斜めの道、湾岸、シビックセンターの間にある地域を定義。学校のサイトや商業の中心は、地域のフォーカルポイントを提供。くさび形のゴルフコースは鉄道や工業用途から、町の東のセクションをバッファリングしながら共通の緑へと導き、遊び場を各地区に提供している。ノーレンはまたそれを取り巻く、鉄道のハーレムの村の東にホワイトファームを設置。分離は南部の生活の糧であり、ノーレンが直接南のカースト制度と戦うために失敗した場合、アフリカ系アメリカ人は適切な計画の恩恵を受けることを断固として残っていた。ヴェニスでは、他の南部の都市のように接続されたアフリカ系アメリカ人の地区をパークウェイを経由して大規模なコミュニティに変えた。レースで区切られた都市では、相互接続された公園道路は、自然とまで多様な人々を結びつける希望を提供した。
土地ブームが1927年に墜落する前に、インフラストラクチャに多額の投資を行い、ノーレンの計画は導くビジョンは残り、ヴェニスはフロリダ州のガーデンシティの中で最も完全な例として立っている。クラスとコストによって分離地区は公園道路で接続され、シビックセンターにリンクされていた。市民の向きで自然のラインを組み合わせることで、ヴェニスは「この世界をより住みやすい場所になるだろう人々にインスピレーションを」ノーレンが書いた。 
セントピーターズバーグで行われた1926年全国都市計画会議で、ノーレンは「新たな条件を満たすために新しいコミュニティを」と題した演説でヴェニスを発表。他のどの州よりも、ノーレンは、フロリダ州は、将来の町や都市の位置を "合理的規制"に "国家計画"が必要、と信じていた。ノーレンは、ヴェニスの地域や町の計画に基づいて相互に接続庭園都市の状態を想定していた。ノーレンの議題は、会議を超えて移動したことはありませんが、ビジョンは、ファンをつかんだ。
その一年後、ルイス・マンフォードは、同じ会議に基調講演で"インテリジェントかつ人道的な成果のパスが次の世代の間につながるどこ少なくとも一つのプランナーが実現しています。"と宣言。マンフォードとノーレン両方の文明の高いレベルに都市を運ぶための手段として地域計画と新しい町を提唱した。彼らはまた、人類の最高のhtmirationsを明らかにした芸術形式として街を計画していました。 "都市デザイン"だけ "成功"であるとマンフォードは、 "都市計画担当者が理解すると表明することに...可能な限り最高の人生とは何かをしようとすると"、結論で述べた。